# Café Buono!
Café Buono! è il primo album in studio del gruppo idol giapponese Buono!, pubblicato nel 2008.

## Tracce
1. Café Buono!
2. Nakimushi Shonen (泣き虫少年)
3. Renai Rider (恋愛♥ライダー)
4. Honto no Jibun (ホントのじぶん)
5. Bucket no Mizu (バケツの水)
6. Garakuta no Yume (ガラクタノユメ)
7. Internet Cupid
8. Last Forever
9. Kokoro no Tamago (こころのたまご)
10. Hoshi no Hitsujitachi (星の羊たち)
11. Rock no Kamisama (ロックの神様)
12. Kimi ga Ireba (君がいれば)